# Carrie Moyer
Carrie Moyer (Detroit, 1960) é uma pintora e escritora americana que vive no Brooklyn, Nova Iorque. As pinturas e projetos de arte pública de Moyer são exibidos tanto nos Estados Unidos como na Europa desde o início dos anos 1990, e ela é mais conhecida pelo seu projeto agitprop de 17 anos, Dyke Action Machine! com a fotógrafa Sue Schaffner. O trabalho de Moyer foi exibido na Bienal Whitney, no Museu de Artes e Design e no Museu Tang, e faz parte das coleções permanentes do Museu Metropolitano de Arte. Ela é diretora do programa de mestrado em Belas Artes da Hunter College e contribuiu com artigos para antologias e publicações como The Brooklyn Rail e Artforum.

## Juventude e educação
Carrie Moyer nasceu em Detroit, Michigan, em 1960. Teve contato com a arte desde cedo e frequentava o Instituto de Artes de Detroit com sua mãe. Em 1969, sua família se mudou para o Noroeste Pacífico e morou em Óregon, Califórnia e Washington durante a década de 1970. Moyer se interessou por dança moderna e coreógrafos como Martha Graham ainda criança e frequentou brevemente o Bennington College com uma bolsa de estudos em dança, até que um grave acidente de carro a forçou a desistir. Após um ano em Bennington, ela abandonou os estudos e se mudou para Nova Iorque com sua namorada, onde frequentou aulas na Liga de estudantes de Arte de Nova York enquanto trabalhava na Barnes & Noble.
Moyer se transferiu para o Instituto Pratt e se formou em Belas Artes com especialização em pintura em 1985. Enquanto estava no Pratt, Moyer estudou com os artistas Rudolf Baranik, Amy e Jenny Snider, Phoebe Helman, Jack Sonnenberg e Ernest Benkert. Produziu principalmente pinturas abstratas durante esse período, inspirada por pintores como Lee Krasner, Bill Jensen, Elizabeth Murray e Katherine Porter. Ela também trabalhou como estagiária para a Heresies: A Feminist Publication on Art and Politics enquanto era estudante de graduação.
Em 1990, recebeu seu mestrado em computação gráfica pelo Instituto de Tecnologia de Nova Iorque e um mestrado em Belas Artes pela Escola de Pós-Graduação em Artes Milton Avery do Bard College em 2001. Ela também estudou na Escola de Pintura e Escultura Skowhegan em 1995.

## Carreira

### Design gráfico

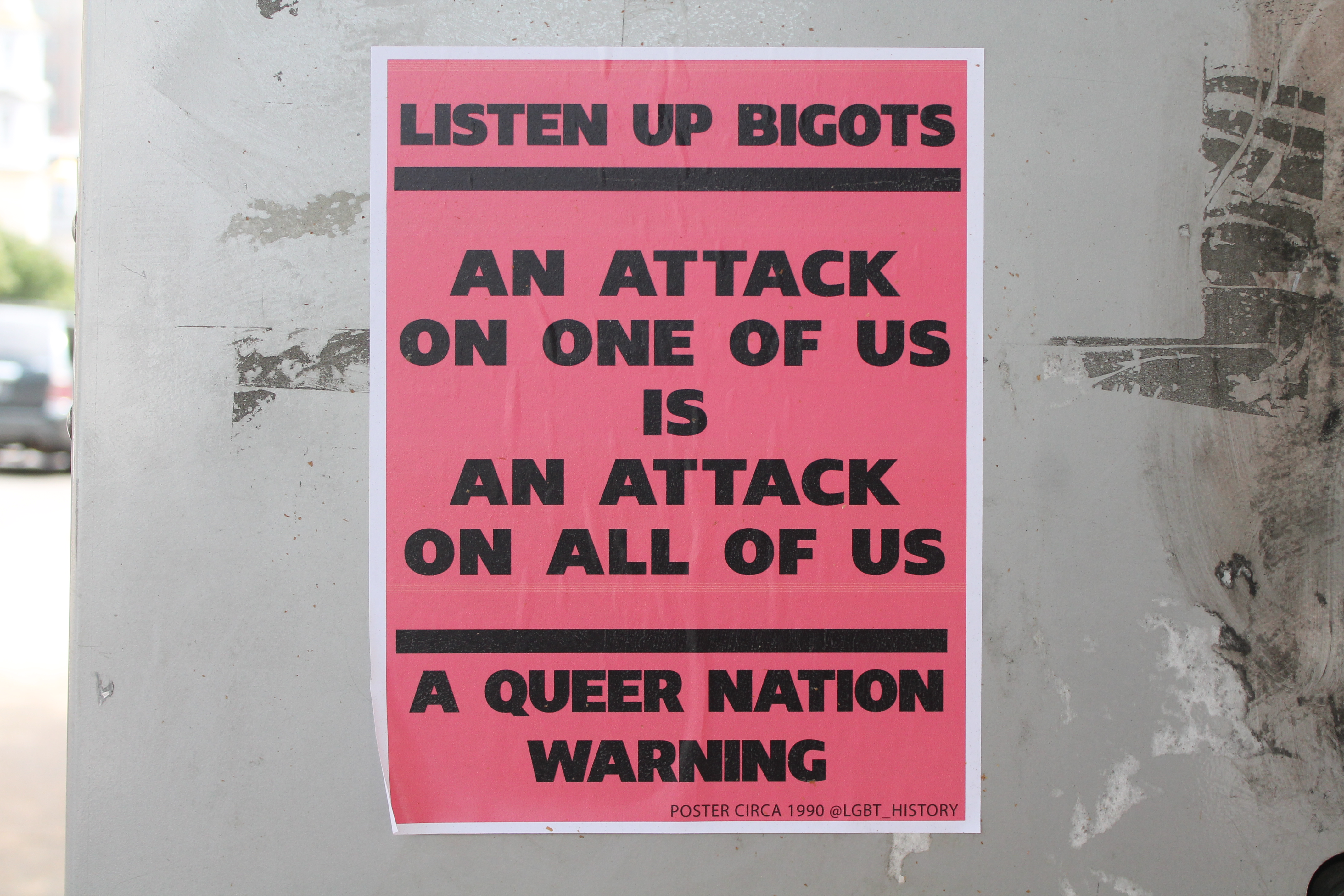
Exemplo de cartazes agitprop da Queer Nation, localizados na Praça Lafayette, em Washington, D.C., em 2018

Após se formar na Pratt em 1985, Moyer trabalhou como designer gráfica para várias agências de publicidade, onde desenvolveu suas habilidades com softwares de computação gráfica, como o Photoshop. Ao mesmo tempo, se envolveu mais com os movimentos pelos direitos de lésbicas e gays em Nova Iorque após conhecer a ACT UP e a Gran Fury através de Avram Finkelstein, e começou a aplicar as suas competências em design gráfico ao seu ativismo. Moyer começou a criar agitprop no início dos anos 1990, estudando movimentos históricos como o construtivismo russo e o situacionismo e artistas como Ad Reinhardt. Ao longo da década de 1990, criou cartazes, panfletos e gráficos para vários grupos ativistas lésbicos e gays na cidade de Nova Iorque, incluindo a Queer Nation, as Lesbian Avengers, a Irish Lesbian and Gay Organization e o New York City Anti-Violence Project. Após descobrir as Lesbian Avengers na Parada LGBT de Nova Iorque em 1992, Moyer desenhou o logotipo do grupo. O logotipo seria objeto de controvérsia quase 30 anos depois, em 2021, quando a Gap usou o logotipo em uma camiseta após comprar o design de Moyer por 7 mil dólares, que ela doou para o Lesbian Herstory Archives. Alguns membros fundadores do Lesbian Avengers, como Sarah Schulman, criticaram a mercantilização do movimento, e a camiseta acabou sendo descontinuada.

### Dyke Action Machine!
Em 1991, Moyer e a fotógrafa Sue Schaffner fundaram a Dyke Action Machine! (DAM!), um projeto de arte pública intervencionista queer inspirado por artistas apropriacionistas como Barbara Kruger, Jenny Holzer e Sherrie Levine. Começou como um grupo de trabalho da organização ativista Queer Nation, que Moyer considerava negligenciar as questões lésbicas, e evoluiu para uma dupla independente de agitprop. A DAM! lançava campanhas artísticas nas quais Moyer e Schaffner colavam cerca de 5 mil cartazes com imagens lésbicas em bairros diversificados e de alto tráfego, visando dissecar e criticar a cultura mainstream e comercial. Frequentemente, elas reutilizavam logotipos, designs e slogans populares e reconhecíveis para criar uma estética lésbica, e, ao usar espaços publicitários públicos para subverter as normas heterossexuais, criaram o que Jayne Caudwell chama de “micro dykescape” (micro paisagem lésbica). Em 1994, o DAM! começou a se concentrar em técnicas e meios digitais para evitar a mercantilização e a assimilação, usando domínios como Dyke TV e Girlie Network para criar narrativas interativas e obras de arte. Moyer e Schaffner produziram mais de 15 projetos durante sua colaboração como DAM!, que chegou ao fim em 2008, após 17 anos.

### Pintura e ensino
Moyer voltou a pintar no início dos anos 1990 e continuou a explorar temas relacionados com a identidade lésbica e a sexualidade em seu trabalho. Seu trabalho como designer gráfica continuou a influenciar sua pintura, e ela explorou a abstração adicionando efeitos táteis e espaciais às suas pinturas, notadamente glitter, a partir do final dos anos 90.
Em 2003, a Galeria CANADA, em Nova Iorque, começou a representar Moyer e exibiu frequentemente o seu trabalho em exposições individuais e coletivas. Em 2015, ela deixou a galeria para ser representada pela Galeria DC Moore. Em 2004, suas pinturas abstratas foram exibidas ao lado das esculturas de Sheila Pepe no Palm Beach Institute of Contemporary Arts; em 2020, o casal seria novamente tema de uma exposição para duas pessoas, “Tabernacles for Trying Times”, organizada no Portland Museum of Art, no Maine, e posteriormente levada ao Museum of Arts and Design, em Nova Iorque.
Em 2004, seu trabalho apareceu em uma exposição coletiva no Aljira: A Center for Contemporary Art ao lado de Ellen Harvey, Chris Bors e Richard Silberman.
Moyer lecionou na Cooper Union, na Escola de Design de Rhode Island, na Universidade Rutgers, na Escola de Arte e Arquitetura Tyler, no Instituto Pratt e na Escola de Arte de Yale. Em 2011, Moyer ingressou no corpo docente do Hunter College e tornou-se codiretora do programa de mestrado em belas artes em 2021, ao lado de Lisa Corinne Davis. Em 2011 e 2013, recebeu uma bolsa MacDowell. Em 2013, Moyer recebeu uma bolsa Guggenheim em pintura, o que lhe permitiu concluir o trabalho para uma exposição individual, “Pirate Jenny”, que foi exibida no Museu Tang, na Faculdade de Arte e Design de Columbus e na Faculdade de Arte e Design de Savannah. Uma peça da exposição também faz parte da coleção permanente do Museu Metropolitano de Arte. Ela também teve uma exposição individual, “Interstellar”, no Museu de Arte de Worcester em 2012, e expôs no MoMA PS1, Weatherspoon Art Museum, Cooper-Hewitt National Design Museum e Project Art Space em Dublin.
O trabalho de Moyer foi incluído na Bienal Whitney de 2017 e descrito como “destacado” pela revista The New Yorker. Em outubro de 2019, Moyer foi eleita membro titular da Academia Nacional de Desenho.

### Escritos
Os textos de Moyer foram publicados em Art in America, Artforum, Modern Painters, The Brooklyn Rail e outras publicações. Desde 1997, seus ensaios também foram incluídos em várias antologias – de Queers in Space: Communities, Public Spaces and Sites of Resistance (Bay Press, 1997) a The Studio Reader: On the Space of Artists (Michelle Grabner e Mary Jane Jacobs, editoras; University of Chicago Press, 2010). Ela também contribuiu para o livro de Sharon Louden, The Artist as Culture Producer: Living and Sustaining a Creative Life.

## Trabalho
Nas últimas duas décadas, as pinturas de Moyer combinaram estética abstrata e imagens políticas. Pinturas complexas e sedutoras sobrepõem formas biomórficas com cores vivas e texturas a uma série de referências históricas, estilísticas e físicas que incluem pinturas Color Field, Realistas Sociais e Surrealistas, gráficos da contracultura dos anos 1960 e 1970, arte feminista dos anos 1970 e formas e fluidos corporais. Moyer costuma trabalhar no chão, derramando, rolando, pontilhando, esfregando e trabalhando a tinta com as mãos, além de adicionar partes de glíter.
A crítica Martha Schwendener escreveu sobre as pinturas de Moyer:

A pintura é um meio neuroticamente autoconsciente — está sempre olhando por cima do ombro, respondendo a épocas e ideias anteriores. Carrie Moyer coloca essa autoconsciência no centro de seu trabalho. Mas enquanto misturas de diferentes épocas e estilos se tornaram populares entre os pintores pós-pós-modernos (e muitas vezes acabam parecendo acidentes conceituais), suas telas são legais, perfeitas — quase alquímicas.
Ao justapor o antigo, o moderno e o contemporâneo, Moyer arranca as imagens de seus contextos antigos e as circula em um novo — ela chama isso de “cruzamento”. Oscilando entre o abstrato e o representacional, as telas brutas são construídas com camadas de cores translúcidas e opacas, formas positivas e negativas, e sólidos e silhuetas que fazem referência a diferentes períodos históricos: figuras antigas da fertilidade com quadris protuberantes; vasos com seios circundando seus perímetros; manchas turvas que lembram as pinturas do surrealismo biomórfico. Essas justaposições fazem um comentário sobre um subtexto inquietante aqui, uma sugestão de como as mulheres serviram como objetos-musas talismãs na arte do passado, em vez de inovadoras inteligentes.

## Vida pessoal
Em 1995, Moyer conheceu a artista Sheila Pepe na Escola de Pintura e Escultura Skowhegan. Elas começaram a namorar em 1998 e se casaram em 2015.
Desde 2018, ela trabalha em um estúdio no Brooklyn Army Terminal, em Sunset Park.

## Prêmios
- 1999: Bolsa Memorial Elaine de Kooning
- 1999: Bolsa do Projeto da Fundação Peter Norton Family
- 2000: Prêmio Creative Capital[37]
- 2009: Bolsa para Pintores e Escultores da Fundação Joan Mitchell[38]
- 2009: Prêmio Anonymous Was a Woman[39]
- 2011: Residência Yaddo[40]
- 2011 e 2013: Bolsa da Colônia MacDowell[22]
- 2013: Bolsa Guggenheim[23]

## Escritos selecionados
- “Carrie Moyer.” Grabner, Michelle e Mary Jane Jacobs, eds. The Studio Reader: On the Space of Artists. Chicago. University of Chicago Press, 2010
- Moyer, Carrie. “So Appealing, So Different: Carrie Moyer on the Women of Pop,” Artforum, abril de 2010[41]
- Moyer, Carrie. “Alina Szapocznikow: Meu Sonho Americano”, The Brooklyn Rail, outubro de 2010[42]
- Moyer, Carrie. “Maria Lassnig: O Olhar Implacável”, Art in America, janeiro de 2009[43]
- Moyer, Carrie. “Dona Nelson: Mancha Cerebral”, The Brooklyn Rail, outubro de 2006[44]